# Nymphargus cariticommatus
Nymphargus cariticommatus es una especie de anfibio anuro de la familia Centrolenidae.

## Distribución geográfica
Esta especie es endémica del Ecuador. Habita en las provincias de Morona-Santiago y Zamora-Chinchipe entre los 2350 y 2500 m sobre el nivel del mar en la vertiente oriental de la Cordillera Oriental.

## Publicación original
- Wild, 1994 : Two new species of centrolenid frogs from the Amazonian slope of the Cordillera Oriental, Ecuador. Journal of Herpetology, vol. 28, n.º 3, p. 299-310.[5]